# Włodzimierz Buczko
Włodzimierz Buczko (ur. 1942) – polski naukowiec, lekarz i farmakolog, profesor nauk medycznych.

## Życiorys
W 1967 ukończył kierunek lekarski, po czym rozpoczął pracę na Akademii Medycznej w Białymstoku. W 1971 pod kierunkiem dra hab. Konstantego Wiśniewskiego z Zakładu Farmakologii AMB obronił pracę doktorską "Wpływ trypsyny na transport do guza nowotworowego (Guerin) i efekty cytostatyczne endoksanu"  uzyskując stopień naukowy doktora nauk medycznych. W 1977 Centralna Komisja Kwalifikacyjna ds Kadr Naukowych przy Prezesie Rady Ministrów nadała mu stopień naukowy doktora habilitowanego nauk medycznych. W 1986 uzyskał tytuł naukowy profesora.
W latach 1984–1987 dziekan Wydziału Lekarskiego Akademii Medycznej w Białymstoku. W latach 1995–1998 Przewodniczący Polskiego Towarzystwa Farmakologicznego. Do 2012 kierownik Zakładu Farmakodynamiki UMB. Od 2010 zatrudniony na Państwowej Wyższej Szkole Zawodowej im. prof. E. Szczepanika w Suwałkach. Przewodniczący Komitetu Nauk Fizjologicznych i Farmakologicznych Polskiej Akademii Nauk. Członek krajowy korespondent Wydziału V Lekarskiego Polskiej Akademii Umiejętności.
Odznaczony Krzyżem Oficerskim Orderu Odrodzenia Polski (2000).

## Publikacje
- W. Buczko, A. Danysz: Kompendium farmakologii i farmakoterapii: farmakologia Danysza. Wyd. 6. Wrocław: Edra Urban & Partner, 2016. ISBN 978-83-65373-27-4. Brak numerów stron w książce
- A. Danysz, W. Buczko: Kompendium farmakologii i farmakoterapii. Wyd. 5. Wrocław: Elsevier Urban & Partner, 2008. ISBN 978-83-60290-94-1. Brak numerów stron w książce
- E. Mutschler i inni: Mutschler farmakologia i toksykologia: podręcznik. Wyd. 3 pol.. W. Buczko (red.). Wrocław: MedPharm Polska, 2013. ISBN 978-83-7846-001-5. Brak numerów stron w książce
- E. Mutschler i inni: Mutschler farmakologia i toksykologia: podręcznik. Wyd. 2 pol.. W. Buczko (red.). Wrocław: MedPharm Polska, 2010. ISBN 978-83-60466-81-0. Brak numerów stron w książce
- B. Katzung i inni: Farmakologia ogólna i kliniczna. W. Buczko (red. wyd. pol.). Lublin: Czelej, 2012. ISBN 978-83-7563-118-0. Brak numerów stron w książce
- E. Mutschler i inni: Kompendium farmakologii i toksykologii Mutschlera. Wyd. 2 pol.. W. Buczko (red.). Wrocław: MedPharm Polska, 2011. ISBN 978-83-62283-81-1. Brak numerów stron w książce
- E. Mutschler i inni: Kompendium farmakologii i toksykologii Mutschlera. Wyd. 1 pol.. W. Buczko (red.). Wrocław: MedPharm Polska, 2008. ISBN 978-83-60466-42-1. Brak numerów stron w książce
- L. Brunton i inni: Podręcznik farmakologii i terapii: Goodmana i Gilmana. W. Buczko (red. wyd. pol.). Lublin: Czelej, 2010. ISBN 978-83-7563-055-8. Brak numerów stron w książce
- L. Goodman, A. Gilman: Farmakologia Goodmana & Gilmana. T. Krzemiński, W. Buczko, S. Czuczwar (red. wyd. pol.). Lublin: Czelej, 2007. ISBN 978-83-60608-66-1. Brak numerów stron w książce
- W. Janiec (red.), J. Krupińska (red.): Farmakodynamika: podręcznik dla studentów farmacji. Wyd. 5. W. Buczko (aut.). Warszawa: PZWL, 2002. ISBN 83-200-2646-6. Brak numerów stron w książce
- W. Janiec (red.), J. Krupińska (red.): Farmakodynamika: podręcznik dla studentów farmacji. Wyd. 4. W. Buczko (aut.). Warszawa: PZWL, 1999. ISBN 83-200-2321-1. Brak numerów stron w książce
- W. Janiec (red.), J. Krupińska (red.): Farmakodynamika: podręcznik dla studentów farmacji. Wyd. 3. W. Buczko (aut.). Warszawa: PZWL, 1995. ISBN 83-200-1894-3. Brak numerów stron w książce
- J. Krupińska (red.), W. Janiec (red.): Farmakodynamika: podręcznik dla studentów farmacji. Wyd. 2. W. Buczko (aut.). Warszawa: PZWL, 1990. ISBN 83-200-1453-0. Brak numerów stron w książce
- J. Krupińska (red.), W. Janiec (red.): Farmakodynamika: podręcznik dla studentów farmacji. W. Buczko (aut.). Warszawa: PZWL, 1986. ISBN 83-200-0939-1. Brak numerów stron w książce